# 马来西亚政治
马来西亚是个实施联邦议会民主制和选举君主立宪制的国家，最高元首是国家的象征及名义上的军事最高统帅，由九个马来州属的苏丹在统治者会议中秘密投票选出。
由于曾经被英国殖民统治，所以政府系统沿用了西敏制制度，也就是内阁制。首相所领导的内阁是联邦政府的实际领导者（政府首脑），宪法规定首相必须是来自下议院的议员，且最高元首在委任一名首相时必须确定其得到下议院多数议员的支持；内阁部长则必须是上议员或下议员、且由首相向最高元首提名委任。值得注意的是，大马首相的基础权力主要来自政党的支持，党强则政权强，反之亦然，而执政权力主要依靠国会议员的支持，而议员的数目主要来自政党。
国会分别由上议院及下议院所组成，70位上议员任期为三年，最多可以担任2届。26位上议员是由十三州的州议会选出（每州各有两位）；四位上议员由最高元首在联邦直辖区中委任（分别是吉隆坡两位、布城和纳闽各一位）；其余的四十位上议员则由首相向最高元首提交委任。222位下议员是在全国大选中被选出，任期最长五年，大选可提前舉行。
州政府由州议会选出的州务大臣（或首席部长）所领导，州议会的作用是辅助各州统治者（或州元首），并且拥有征收门牌税、娱乐税、酒店税、土地矿山和森林稅的行政权。
种族政治一直是马来西亚政坛上存在的问题，玩弄种族情绪也是“某些”政客常用的手段，尤其是挑拨马来人与华人之间的种族情绪。一些伊斯兰宗教司会向信徒传播政治理念，以便达到政治上的目的，马来西亚的甘榜经常有这些政治性的宗教场所。

## 政治現況
馬來亞聯合邦於1955年，舉行第一屆全國大選開始，經過1957年獨立，由巫統領導的“聯盟”開始執政，當時的巫統主席东姑阿都拉曼聯合馬華公会及國大黨等其他各族領袖向英國政府爭取馬來亞獨立。1963年与新加坡、沙巴及砂拉越组成马来西亚后，国会增加了来自东马及新加坡的各党议员。之后由李光耀领导的新加坡州政府与联邦政府对种族政治的分歧，迫使新加坡于1965年独立，随后東姑阿都拉曼领导的執政聯盟在1969年大选中受到重挫，引发了五一三种族暴乱。1973年由第二任首相敦阿都拉萨邀请更多反对党加入政府，将原有的执政集团联盟扩大成國民陣線政府以稳定政局，但為了平抑各族的政治勢力，強調馬來西亞的「非殖民地化」，馬來西亞首相一直是由巫統領袖擔任。

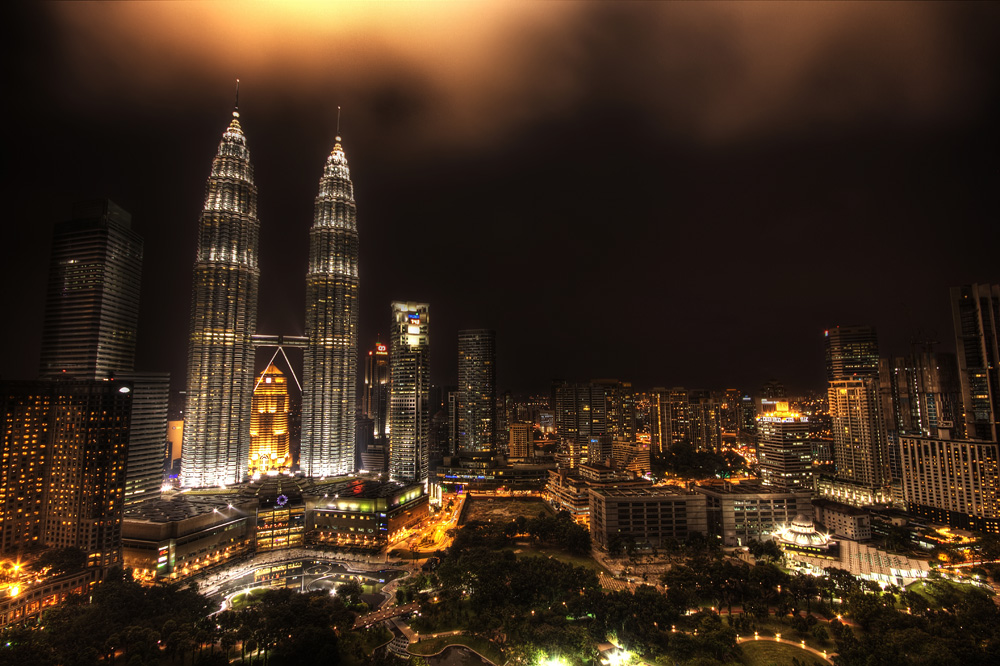
国油双峰塔景观及吉隆坡市中心的商业大楼群，是马哈迪·莫哈末执政马来西亚22年下惊人的经济演变证明

第四任首相马哈迪·莫哈末上任後實行一系列促進經濟發展的政策。1982年初，馬哈迪宣佈「向東學習」政策，即向日本和韓國學習。日本和韓國的現代化工程成了馬來西亞的楷模。這也是馬哈迪為了不想照抄西方現代化模式而另覓的新路。在他領導下，馬來西亞經濟穩健發展。在1997年亞洲金融危機前的10年里，馬來西亞經濟年均增長率達8%以上，馬來西亞在全球經濟競爭力排名表上躍居第21位，人均年收入從1986年的1830美元增加到1996年的近4000美元，國民富裕程度在整個東南亞地區僅次於新加坡和石油国家文萊。
1981年至2003年，在馬哈迪擔任首相期間，馬來西亞經歷快速的經濟成長，由原先以農業為基礎的經濟型態，轉變為以製造業和工業為主，特別在電腦與消費性電器產品領域。在這段期間，馬來西亞的城市景觀也因多項大型計畫而改變，其中包括國家石油公司的雙峰塔、吉隆坡國際機場、南北大道、雪邦国际赛道、多媒体超级走廊、砂拉越巴貢水壩以及新的聯邦行政首都布城直轄區等建設。
1998年，亞洲金融危機使马来西亚的经济和政局严重受挫；馬哈迪在公開批判貨幣投機家暨股票投資家索羅斯等外汇投机客、下令禁止股票放空的同时，拒绝時任副首相安華·依布拉欣以及国际货币基金组织的危機緩解“药方”，对货币进行管制。经济专家当时认为外资将因此却步，马来西亚會步入经济衰退期；之後馬哈迪的政策收到成效，领导马来西亚走出金融危机，经济复苏步伐是當時受金融危机打击国家中最快的。1999年，馬來西亞重新步上經濟成长轨道，经济增长率接近金融危机前的水平，該年經濟成長率約達6%；2000年，馬來西亞獲國際評級機構穆迪調升評級，指其經濟發展前景穩定，整體經濟表現優於鄰近的泰國、印尼和菲律賓等國。因为努力推动国家经济发展，马哈迪被尊称为现代化之父（Bapa Pemodenan）。
在2002年6月22日的巫统大会中，马哈迪宣布他将会辞去首相职，许多支持者涌往台上泪流满面地试图挽留他。之后他定于2003年10月退位，给予他有时间以确保他选定的继任者阿都拉有序及没有争议的权力交接，10月31日正式把首相職務移交於阿都拉巴達威。在职首相达22年，马哈迪在退位时是世界上在位最久的被选举国家领导人，他也是马来西亚在任最久的首相。
2004年大選，由当时的新任首相阿都拉·巴达威领导的国阵继续在大选中取得压倒性胜利，拿下92%的国会议席，但回教黨仍成功保住吉蘭丹政權，其後联邦法院宣判安華的雞姦罪名不成立，而贪污罪的刑期也因为行为良好而獲得提前釋放。
2008年第12屆全國大選，由於國陣政府中最大黨巫統傲慢的態度下施行馬來人優先政策和多次發表威脅性的言論，在大選全國掀起反政府熱潮，最終在野替代陣線取得更多席位，使國陣政府首次失去三分之二的國會議席，並成功奪下5州的執政權，這是馬來西亞人民通過民主選票推行兩線制的方案的開始。同年組成“人民聯盟”，簡稱民聯，並由安華擔任反對派領袖。大選後，新一代馬來西亞公民踴躍登記選民，這是歷屆馬來西亞大選後登記選民最踴躍的一次，並相信馬來西亞新一代公民將為馬來西亞的未來推行兩線制的方案。
2013年4月3日，第12屆國會解散。馬來西亞選舉委員會在4月10日宣佈，第13屆全國大選提名日定於4月20日，邮寄选民提前投票日定于在4月30日举行，投票日則是5月5日（週日），競選期長達15天。根據馬來西亞選舉委員會去年12月的統計，馬來西亞共有1330萬符合資格的選民，選出下院222個席位以及州議會505個席位，結果國陣憑選區劃分優勢保住執政地位，在仅得47.42%普选票的情况下取得133席并继续执政，民聯获得了50.83%的普选票，但仅取得89席。本届大选是国阵政府首次在普選票上敗于民聯，但同时国阵政府也从民联手中赢回了吉打州的州政府执政权。
第13届国会于2018年4月7日解散之後，馬來西亞選委會於4月10日宣布第14屆全國大選提名日将落在4月28日，提早投票5月5日，投票日则于5月9日举行，競選期為11天。該大選為執政黨國陣、反對黨希望聯盟（以下簡稱為希盟）、另一反對黨伊斯蘭黨的三角戰，結果希盟在本次大選以簡單多數優勢122席成功變天，執政黨國陣獲得79席，伊斯蘭黨獲得18席，因執政黨國陣敗選，成為首次於希盟和國陣在大馬的政黨輪替，马哈迪·莫哈末自2003年退位後於2018年5月10日再次擔任首相，自馬來亞獨立後便一直执政了60年的國陣首次成為反對黨。
馬哈迪所領導的希盟政府上台执政后，大力彻查前朝政府涉及的一个马来西亚发展有限公司丑闻，将包括纳吉·阿都拉萨、阿末扎希等有关人士控上法庭，并推出多项政策方案，以改善马来西亚的债务问题。
2020年2月24日，希盟政府发生政治危机，导致土团党退出希盟，公正党分裂，面临垮台危机。2月29日，马来西亚最高元首正式任命慕尤丁为第八任首相，慕尤丁带领国民联盟入主布城，结束了希盟两年的执政，也成为马来西亚首次在沒有举行大选的情况下达到政权交换。前任首相马哈迪·莫哈末形容慕尤丁的做法等同背叛。
2021年8月，慕尤丁在巫統15名黨員撤回支持下辭任首相，在統治者會議下，以伊斯邁沙比里擔任第9任首相。
2022年11月19日马来西亚全国大选出现悬峙议会后，希盟与国阵和砂拉越政党联盟组成团结政府，希盟（82席）、国阵（30席）、砂拉越政党联盟（23席）。马来西亚国家元首苏丹阿都拉任命赢得最多议席的希望联盟领袖安华·依布拉欣为第10任首相，安华于当地时间下午5时宣誓就职，希盟再次执政中央。

## 国会

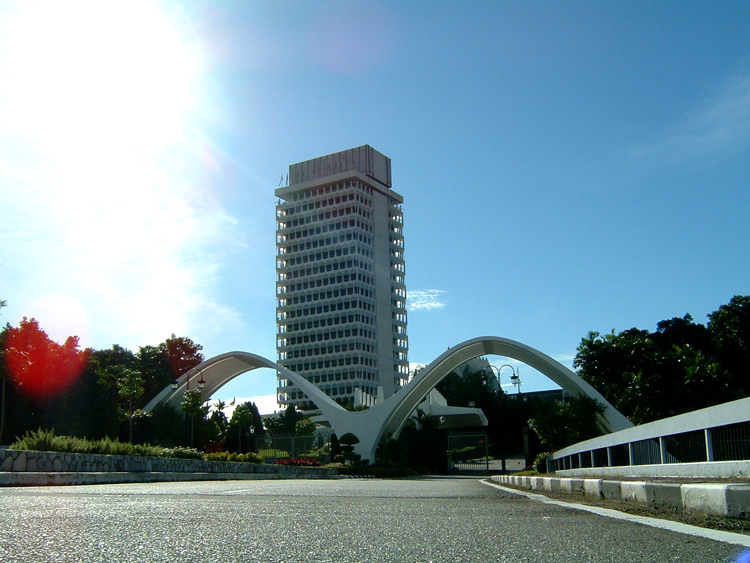
马来西亚国会大厦

马来西亚国会是马来西亚的宪法法定最高立法机关。国会的体制是沿循英国国会的西敏议会制，分为上议院和下议院两院，上下两院再加上最高元首即构成马来西亚的立法体制。上议院和下议院都位于首都吉隆坡国会大厦不同的议会厅内。

### 下议院
下议院由222名国会议员组成，每名国会议员代表一个选区，并由选民在选举中经直接选举方式产生。全国大选需在每五年举行一次，或者国会在最高元首根据首相的建议下解散后举行。18岁及以上的选民享有投票权，但投票并非强制性。参选的法定年龄为18岁。当一名议员过世、辞职或不足以完成任期，该选区将举行补选，除非当届国会离届满日期只剩不足两年时间，则该席位将被悬空。
下议院发起立法和修改法律，所有立法草案在下议院三读表决通过后，再由上议院进行审查和三读表决。按照惯例，上议院不得正式否决法案，但是允许将通过过程延宕一个月甚至在某些状况可达一年。法案在得到上议院通过之后，将交由最高元首寻求御准。
几乎所有时候在下议院总有一个拥有绝对多数的政党或政党联盟。该党或联盟的领袖被最高元首任命为首相。下议院第二大党或政党联盟的领袖则成为反对党领袖。

### 上议院
上议院由70名上议员组成，其中26名由全国13个州立法议会选举产生（每个州选举出两名代表成为上议员），四名由最高元首根据联邦直辖区部的建议任命代表3个联邦直辖区（吉隆坡2名，布城和纳闽各1名），其余40名上议员由最高元首根据首相的建议任命。上议员必须年满30岁或以上，任期三年，最多可担任六年。下议院的解散并不会影响上议院。

## 选举
马来西亚选举分为两个层级选举，即联邦层级选举和州层级选举。联邦选举是人民通过直接选举产生出国会下议院议员（国会议员）；而州选举则是人民通过直接选举产生出各州立法议会议员（州议员）。

## 政治联盟

### 六大政党联盟
在马来西亚署名的活跃政党联盟共有6个，被称为马来西亚的“六大政党联盟”。有些政党联盟的成立是因为马来西亚政治危机发生后而组成。下表列出各个在马来西亚的政党联盟：
| 政党 | 政党           | 党旗/标志 | 缩写            | 领袖              | 思想                                            | 政治立场         |
| ---- | -------------- | --------- | --------------- | ----------------- | ----------------------------------------------- | ---------------- |
|      | 国民阵线       |           | BN 国阵         | 阿末扎希          | 马来人至上 大民族主义 社会保守主义 经济自由主义 | 右翼             |
|      | 希望联盟       |           | PH 希盟         | 安华·依布拉欣     | 社会民主主义 社会自由主义 进步主义 改良主义     | 中间至中间偏左   |
|      | 国民联盟       |           | PN 国盟         | 慕尤丁·莫哈末叶欣 | 马来人至上 大民族主义 社会保守主义 改良主义     | 中间偏右至极右翼 |
|      | 祖国行动联盟   |           | GTA 祖盟        | 马哈迪·莫哈末     | 马来人至上 保守主义 经济自由主义                | 右翼             |
|      | 沙巴人民联盟   |           | GRS 沙民联 沙盟 | 哈芝芝诺          | 沙巴区域主义 二十点协议 原住民权利              | 中间偏右至右翼   |
|      | 砂拉越政党联盟 |           | GPS 砂盟        | 阿邦佐哈里        | 砂拉越区域主义 社会保守主义 经济自由主义        | 中间偏右         |

除了六大政党联盟以外，还有一个来自砂拉越的半活跃政党联盟：
| 政党 | 政党               | 党旗/标志 | 缩写             | 领袖   | 思想                             | 政治立场 |
| ---- | ------------------ | --------- | ---------------- | ------ | -------------------------------- | -------- |
|      | 砂拉越人民团结联盟 |           | PERKASA 砂民团盟 | 黄顺舸 | 砂拉越民族主义 自由主义 社会主义 | 中间偏右 |

### 概要

#### 执政联盟

##### 希望聯盟
希望联盟成立于2015年，前身为马来西亚国会最大在野党联盟人民联盟。因伊斯兰党与民主行动党对于伊斯兰刑事法的政策出现分歧，同年两党宣布断交，民联正式瓦解。2015年9月16日，由公正党、行动党和原伊斯兰党开明派所创的诚信党组成现有的希望联盟。2017年，前首相马哈迪所创立的土团党正式加入希盟，成为希盟第四个成团党。2018年，在马来西亚大选中，希盟取得112席，获得马来西亚国会下议院所需的简单执政议席，使得马来西亚的联邦政权首次实现政党轮替。由前首相兼土团党总裁马哈迪出任第7任首相。2020年2月21日，希盟因首相交棒问题产生内部矛盾，导致希盟内部瓦解，引发2020年－2022年马来西亚政治危机。2020年2月24日，原任首相马哈迪宣布辞去首相一职，至此希盟政权宣告正式倒台。2020年2月29日，马来西亚最高元首苏丹阿都拉发文宣布慕尤丁得到多数议员支持，将在2020年3月1日早上在国家皇宫宣誓就职。土团党、马哈迪、阿兹敏派系等等退出希盟，公正党主席安华因此成为希盟唯一实权领袖。2020年至2021年期间，希盟一直希望能与其他政党合作，重新重返布城，因为与其他政党合同谈不拢，希盟重返布城的计划就此告吹。希盟决定转而备战大选，以取得人民的支持重返布城。2022年马来西亚大选，希盟在安华的领导下，取得82席国会议席，因没有任何一个政党取得执政所需的112席，从而出现马来西亚历史上的第一次悬峙议会。2022年11月21日至24日元首召见多位政党领袖进行调解和召开马来统治者会议讨论下，希盟、国阵、砂盟、沙盟、民兴党等140余席候选国会议员，同意遵循元首谕令组成团结政府(元首仅谕令组成团结政府，以达成国内政治稳定，并无指定必须支持首相人选)，随后以上各政党和联盟宣布统一支持安华任相，这是希盟时隔两年重新取得联邦政府的执政权。
| 旗帜     | 名称 | 名称             | 名称                                                                        | 领袖         | 意识形态                                    | 政治立场           | 国会下议院 |
| 旗帜     | 简称 | 简称             | 全称                                                                        | 领袖         | 意识形态                                    | 政治立场           | 拥有议席   |
| -------- | ---- | ---------------- | --------------------------------------------------------------------------- | ------------ | ------------------------------------------- | ------------------ | ---------- |
|          |      | 希盟(PH)         | 希望联盟 Pakatan Harapan                                                    | 安华         | 社会民主主义 社会自由主义 进步主义 改良主义 | 中间偏左至中间偏右 | 82 / 222   |
| 成员党   |      |                  |                                                                             |              |                                             |                    |            |
|          |      | 公正党（PRK）    | 人民公正党 Parti Keadilan Rakyat                                            | 安华         | 社会自由主义                                | 中间偏左           | 31 / 82    |
|          |      | 行动党（DAP）    | 民主行动党 Democratic Action Party                                          | 陆兆福       | 社会民主主义                                | 中间偏左           | 40 / 82    |
|          |      | 诚信党（Amanah） | 国家诚信党 Parti Amanah Negara                                              | 末沙布       | 伊斯兰现代主义                              | 中间偏左           | 8 / 82     |
|          |      | 沙民统（UPKO）   | 卡达山杜顺姆鲁族统一机构 Pertubuhan Pasokmomogun Kadazandusun Murut Bersatu | 马迪乌斯登奥 | 区域主义                                    | 右翼               | 2 / 82     |
| 合作政党 |      |                  |                                                                             |              |                                             |                    |            |
|          |      | 民阵联（MUDA）   | 马来西亚民主联合阵线 Ikatan Demokratik Malaysia                             | 赛沙迪       | 青年政治                                    | 中间偏左           | 1 / 82     |

##### 國民陣線
国民阵线成立于1973年，前身为联盟，从1957年联盟至1973年成立的国阵，在2018年马来西亚大选前一直都是马来西亚联邦政府执政联盟，执政马来西亚长达61年，出了6任首相。2018年大选，因1MDB丑闻，导致时任首相纳吉·阿都拉萨所领导的国阵败选，结束了国阵61年的执政。2018年国阵败选后，多党退出国阵，最终国阵只剩联盟时期的巫统、马华和国大党。2019年，巫统与伊斯兰党结盟，提出以“全民共识”的合作模式，由此合同对抗执政联邦政府的希盟。2020年初，希盟引发2020年－2022年马来西亚政治危机，国阵、伊斯兰党、土团党与砂拉越政党联盟等，组成国民联盟，共同执政联邦政府，这是国阵时隔不到两年，重返布城。2021年8月，因原任首相慕尤丁失去多数议员支持，来自巫统的依斯迈沙比里获得多数议员支持出任首相，国阵时隔三年重新担任首相一职。2022年马来西亚大选，阿末扎希与原任首相依斯迈沙比里共同领导的国阵，在大选中竞选191个国会议员，仅赢得30席，是国阵创立以最差的成绩。2022年大选结束后，马来西亚国会出现悬峙议会，国阵的立场将左右马来西亚政府的成立。最终，国阵与希盟及砂盟等政党共同组成团结政府，国阵将继续在联邦政府扮演执政党的角色 
| 旗帜   | 名称 | 名称     | 名称                                                                                             | 领袖                                   | 意识形态                                                     | 政治立场 | 国会下议院 |
| 旗帜   | 简称 | 简称     | 全称                                                                                             | 领袖                                   | 意识形态                                                     | 政治立场 | 拥有议席   |
| ------ | ---- | -------- | ------------------------------------------------------------------------------------------------ | -------------------------------------- | ------------------------------------------------------------ | -------- | ---------- |
|        |      | 国阵(BN) | 国民阵线 Barisan Nasional                                                                        | 阿末扎希                               | 保守主义 经济自由主义 社会保守主义 右翼民粹主义 民族保守主義 | 右翼     | 30 / 222   |
| 成员党 |      |          |                                                                                                  |                                        |                                                              |          |            |
|        |      | 巫统     | 馬來民族統一機構 United Malays National Organisation (UMNO) Pertubuhan Kebangsaan Melayu Bersatu | 马来人至上 保守主义 经济自由主义       | 阿末扎希                                                     | 右翼     | 26 / 30    |
|        |      | 马华公会 | 馬來西亞華人公會 Malaysian Chinese Association (MCA) Persatuan Cina Malaysia                     | 中华民族主义 自由保守主义 经济自由主义 | 魏家祥                                                       | 中间偏右 | 2 / 30     |
|        |      | 国大党   | 马来西亚印度国民大会党 Malaysian Indian Congress (MIC) Kongres India Se-Malaysia                 | 民族主義 民主主义 进步主义             | 维纳斯瓦兰                                                   | 右翼     | 1 / 30     |
|        |      | 沙民团党 | 沙巴人民团结党 United Sabah People's Party (PBRS) Parti Bersatu Rakyat Sabah                     | 民族主义                               | 佐瑟古律                                                     | 右翼     | 1 / 30     |

##### 砂拉越政党联盟
| 标志 | 政党名字 | 政党名字       | 政党名字                                       | 理念         | 领导               | 国会下议院 |
| 标志 | 政党名字 | 政党名字       | 政党名字                                       | 理念         | 领导               | 拥有议席   |
| ---- | -------- | -------------- | ---------------------------------------------- | ------------ | ------------------ | ---------- |
|      |          | 土保党（PBB）  | 土著保守联合党 Parti Pesaka Bumiputera Bersatu | 民族保守主义 | 阿邦佐哈里         | 14 / 23    |
|      |          | 人民党（PRS）  | 砂拉越人民党 Parti Rakyat Sarawak              | 中间主义     | James Jemut Masing | 5 / 23     |
|      |          | 民进党（PDP）  | 民主进步党 Parti Demokratik Progresif          | 区域主义     | 张庆信             | 2 / 23     |
|      |          | 人联党（SUPP） | 砂拉越人民联合党 Parti Rakyat Bersatu Sarawak  | 中间主义     | 沈桂贤             | 2 / 23     |

### 在野党联盟

#### 国民联盟
国民联盟成立于2020年，由第8任首相慕尤丁创立。2020年初因希望联盟首相交棒课题上出现分歧，从而导致发生2020年－2022年马来西亚政治危机。2020年2月24日，土著团结党主席慕尤丁宣布退出希盟。2020年3月1日，慕尤丁正式在吉隆坡國家皇宮宣誓出任第8任首相，国盟成立初期由土团党、国民阵线（巫统、马华和国大党）、伊斯兰党、砂拉越政党联盟、沙巴立新党和沙巴进步党以上述政党为根基成立。因发生了2020年–2022年马来西亚政治危机，土团党内部分裂成马哈迪派系与慕尤丁派系。2022年5月28日，土团党宣布对马哈迪派系在5月18日的国会会议中，没有支持首相兼党主席慕尤丁领导的国民联盟政府，宣布马哈迪派系等5人自动丧失党籍。2022年8月7日，马哈迪派系等人宣布将创建新政党，至此土团党正式进入慕尤丁时代。国阵、砂盟等虽以国盟之称为联邦政府成员，但他们表示不会加入国盟。自2021年8月3日起，巫统主席阿末扎希等宣布巫统最高理事会正式撤回首相慕尤丁的支持，并领导巫统退出国盟。 2021年8月16日，第8任首相慕尤丁因失去多数国会议员支持，于8月21日黯然宣布辞职，国盟政府也随即停止运作。在国民联盟与国阵进行政治协商后，两大阵营同意由亲国盟，但是属于巫统成员的依斯迈沙比里接代其政权，以维持国盟与国阵的领导地位，直到举行第15届全国大选为止。2022年10月10日，时任首相依斯迈沙比里宣布解散国会，至此国盟与国阵、砂盟等结束合作关系。2022年马来西亚大选中，在慕尤丁的带领下，国盟赢得73席，成为国会下议院第二大联盟。因没有任何一个政党取得执政所需的112席，从而出现马来西亚历史上的第一次悬峙议会。2022年11月22日，最高元首苏丹阿都拉陛下建议希盟与国盟共同组一个团结政府，但被慕尤丁拒绝。随着希盟、国阵、砂盟等组成团结政府，国盟将在马来西亚国会扮演反对党的角色。
| 旗帜   | 名称 | 名称              | 名称                                             | 领袖     | 意识形态                                    | 政治立场 | 国会下议院 拥有议席 |
| 旗帜   | 简称 | 简称              | 全称                                             | 领袖     | 意识形态                                    | 政治立场 | 国会下议院 拥有议席 |
| ------ | ---- | ----------------- | ------------------------------------------------ | -------- | ------------------------------------------- | -------- | ------------------- |
|        |      | 国盟（PN）        | 国民联盟 Perikatan Nasional                      | 慕尤丁   | 道德规范 民主主义 经济保守主义 社会保守主义 | 右翼     | 74 / 222            |
| 成员党 |      |                   |                                                  |          |                                             |          |                     |
|        |      | 土团党（Bersatu） | 土著团结党 Parti Pribumi Bersatu Malaysia        | 慕尤丁   | 马来民族主义                                | 中间偏右 | 31 / 74             |
|        |      | 伊斯兰党 (PAS)    | 伊斯兰党 Parti Agama Islam Se-Malaysia           | 哈迪阿旺 | 伊斯兰主义                                  | 极右翼   | 43 / 74             |
|        |      | 民政党 (GERAKAN)  | 马来西亚民政运动党 Parti Gerakan Rakyat Malaysia | 刘华才   | 自由民主主义                                | 中间派   | 0 / 74              |

#### 祖国行动联盟
经历了2020年－2022年马来西亚政治危机后，无论是执政联盟还是在野联盟都出现政治动荡，前马来西亚首相马哈迪·莫哈末在2022年8月4日宣布，将成立一个新政治联盟，名称为祖国行动联盟（Gerakan Tanah Air），该联盟成员有祖国斗士党、泛马来西亚伊斯兰阵线、土著权威党和印裔穆斯林国民联盟政党。马哈迪表示，该联盟将不会和国民阵线、希望联盟和国民联盟合作，但他表示欢迎理念相同的政党或非政府组织加入该联盟。在2022年马来西亚大选中，祖国行动联盟总共派出125名候选人竞选。首次参加大选的祖国行动联盟，所有侯选人未能赢得任何席位，还丢失上百万令吉的按柜金。马哈迪随后宣布辞去该联盟主席，而原祖国行动联盟成员祖国斗士党主席慕克里·马哈迪宣布退出该联盟，该联盟目前没有马来西亚下议院席位。
| 旗帜   | 名称   | 名称    | 名称                                         | 意識形態     | 政治立场 | 领袖              | 国会席位 | 国会席位 |
| 旗帜   | 简称   | 简称    | 全称                                         | 意識形態     | 政治立场 | 领袖              | 比例     |          |
| 成员党 | 成员党 | 成员党  | 成员党                                       | 成员党       | 成员党   | 成员党            | 成员党   |          |
| ------ | ------ | ------- | -------------------------------------------- | ------------ | -------- | ----------------- | -------- | -------- |
|        |        | 土权党  | 土著权威党 Parti Bumiputera Perkasa Malaysia | 馬來民族主義 | 右翼     | 依布拉欣阿里      | 0 / 222  |          |
|        |        | BERJASA | 泛马来西亚伊斯兰阵线                         | 伊斯兰主义   | 右翼     | 扎玛尼依布拉欣    | 0 / 222  |          |
|        |        | IMAN    | 印裔穆斯林国民联盟政党                       | 不明         | 不明     | Mosin Abdul Razak | 0 / 222  |          |

## 备注
1. ↑  马来西亚国会于2019年通过联邦宪法修正案，将法定最低投票和参选年龄从21岁下调至18岁。